# 10 najbardziej poszukiwanych zbiegów FBI
10 najbardziej poszukiwanych zbiegów FBI – program publiczny Federalnego Biura Śledczego Stanów Zjednoczonych (FBI) prowadzony przy współpracy z mediami od 14 marca 1950. Polega on na informowaniu społeczeństwa o szczególnie niebezpiecznych potencjalnych przestępcach, którzy przebywają na wolności, w celu ostrzeżenia ludności cywilnej przed niebezpieczeństwem i zachęcenia do przekazywania FBI informacji, które mogą pomóc w poszukiwanych. Za udzielanie informacji przewidywane są nagrody pieniężne minimum 100 000 dolarów amerykańskich. W ramach programu publikowana jest lista dziesięciu zbiegów oficjalnie uważanych przez FBI za najbardziej niebezpiecznych.

## Historia
Lista najbardziej poszukiwanych zbiegów została ustanowiona 14 marca 1950 z inicjatywy byłego dyrektora FBI, J. Edgara Hoovera. Pierwszą osobą zamieszczoną na liście był Thomas James Holden, poszukiwany za zabójstwo żony, rodzonego brata i przyrodniego brata. Od powstania listy w różnych okresach znajdowało się na niej w sumie ponad 500 różnych osób, z czego ponad 480 zostało odnalezionych. Ponad 160 zbiegów znajdujących się na liście udało się odnaleźć dzięki współpracy cywilów.
Charakterystyka zbiegów umieszczanych na liście zmieniała się na przestrzeni dekad i odzwierciedlała w znacznej mierze priorytety FBI oraz obraz przestępczości Stanów Zjednoczonych. W latach 50. XX wieku znajdowali się na nich głównie osoby oskarżone o napad na bank, włamywacze i złodzieje samochodów. W latach 60. przeważali na niej osoby poszukiwane za zniszczenie mienia rządowego, sabotaż oraz uprowadzenia. W latach 70. FBI bardziej koncentrowało się na zwalczaniu zorganizowanej przestępczości i grup terrorystycznych. W latach 80. i 90. na liście pojawiało się więcej osób odpowiedzialnych za przestępstwa seksualne i przemyt narkotyków. W XXI wieku na liście znajdowało się wiele osób odpowiedzialnych za przestępstwa wobec dzieci, przestępczość białych kołnierzyków i zorganizowaną przemoc.
Najkrócej znajdującą się na liście osobą był Billy Austin Bryant, który został z niej wykreślony po dwóch godzinach w 1969. Najdłużej na liście znajdował się Victor Manuel Gerena. Był na niej przez 32 lata.

## Selekcja
Aby zostać umieszczona na liście, osoba musi zostać oskarżona o wiele poważnych przestępstw lub być uważana za szczególnie niebezpieczną ze względu na aktualne zarzuty. Dodatkowo musi istnieć przekonanie, że świadomość społeczeństwa może być pomocna w schwytaniu zbiega.
Lista jest tworzona przez 56 oficerów terenowych oddziału FBI, zajmującego się poszukiwaniami zbiegów, Criminal Investigative Division (CID), którzy spotykają się w tym celu w siedzibie FBI J. Edgar Hoover Building. Nominowani kandydaci są później weryfikowani przez agentów specjalnych CID i Biuro Spraw Wewnętrznych. Ostatecznie lista jest zatwierdzana przez zarząd główny FBI.
Usunięcie osoby z listy następuje w przypadku spełnienia jednego z następnego warunków:
- Osoba została schwytana.
- Proces federalny toczący się przeciwko jednostce zostaje odrzucony.
- Osoba przestała spełniać kryteria umieszczenia jej na liście. W dziesięciu przypadkach poszukiwana osoba została usunięta z listy, ponieważ FBI uznało, że nie stanowi już szczególnego zagrożenia dla społeczeństwa.

Usunięta osoba zostaje zastąpiona inną.

## Lista osób umieszczonych na liście
Osoby znajdujące się na liście zostały posortowane według kolejności dodania. Lista FBI nie ma charakteru rankingowego. Ponieważ proces umieszczania osób na liście i usuwania ich jest czasochłonny, niektóre osoby znajdowały się na liście nawet po swoim schwytaniu lub śmierci, a nawet były dodawane, pomimo że zostały już unieszkodliwione. Kilka osób zostało dodanych do listy przez FBI dwa razy.
| Zdjęcie | Imię i nazwisko                | Data dodania              | Kolejność dodania | Zarzuty i dodatkowe informacje |
| ------- | ------------------------------ | ------------------------- | ----------------- | --- |
|         | Alexis Flores                  | 2 czerwca 2007(dts)       | 487               | Porwanie i zabójstwo pięcioletniej dziewczynki w Filadelfii w Pensylwanii. |
|         | Bhadreshkumar Chetanbhai Patel | 8 kwietnia 2017(dts)      | 514               | Brutalne zabójstwo żony w sklepie z pączkami w Hanover w Maryland, gdzie oboje pracowali. |
|         | Alejandro Castillo             | 24 października 2017(dts) | 516               | Zabójstwo współpracowniczki w Charlotte w Karolinie Północnej. |
|         | Arnoldo Jimenez                | 8 maja 2019(dts)          | 522               | Zabójstwo żony ostrym przedmiotem dzień po ślubie i pozostawienie jej ciała w wannie w mieszkaniu w Burbank w Illinois.                                                                         |
|         | Yulan Adonay Archaga Carias    | 3 listopada 2021(dts)     | 526               | Przewodzenie organizacją przestępczą Mara Salvatrucha w Hondurasie, racketeering (ścigany na mocy ustawy RICO), import kokainy, posiadanie karabinów maszynowych i nielegalne pozyskiwanie ich. |
|         | Ruża Ignatowa                  | 30 czerwca 2022(dts)      | 527               | Oszustwo na dużą skalę z wykorzystaniem firmy One Coin reklamowanej jako kryptowaluta, a podejrzewanej o bycie piramidą finansową.                                                              |
|         | Omar Alexander Cardenas        | 20 lipca 2022(dts)        | 528               | Zamordowanie mężczyzny w sierpniu 2019 w Sylmar w Kalifornii. |
|         | Wilver Villegas-Palomino       | 14 kwietnia 2023(dts)     | 530               | Przemyt narkotyków w Kolumbii i Wenezueli |
|         | Donald Eugene Fields II        | 25 maja 2023(dts)         | 531               | Handel dziećmi w celach seksualnych w Missouri |
|         | Vitel'Homme Innocent           | 15 listopada 2023(dts)    | 532               | Zlecenie porwania 16 amerykańskich misjonarzy koło Port-au-Prince w Haiti i dwóch amerykańskich obywateli z ich domu w Haiti.                                                                   |

### Lista wszystkich osób, które znalazły się na liście
| lp. | Imię i nazwisko                   | Data umieszczenia na liście | Data unieważnienia        | Różnica w dniach |
| --- | --------------------------------- | --------------------------- | ------------------------- | ---------------- |
| 1   | Thomas James Holden               | 14 marca 1950(dts)          | 23 czerwca 1951(dts)      | 466              |
| 2   | Morley Vernon King                | 15 marca 1950(dts)          | 31 października 1951(dts) | 595              |
| 3   | William Raymond Nesbit            | 16 marca 1950(dts)          | 18 marca 1950(dts)        | 2                |
| 4   | Henry Randolph Mitchell           | 17 marca 1950(dts)          | 18 lipca 1958(dts)        | 3045             |
| 5   | Omar August Pinson                | 18 marca 1950(dts)          | 28 sierpnia 1950(dts)     | 163              |
| 6   | Lee Emory Downs                   | 20 marca 1950(dts)          | 7 kwietnia 1950(dts)      | 18               |
| 7   | Orba Elmer Jackson                | 21 marca 1950(dts)          | 23 marca 1950(dts)        | 2                |
| 8   | Glen Roy Wright                   | 22 marca 1950(dts)          | 13 grudnia 1950(dts)      | 266              |
| 9   | Henry Harland Shelton             | 23 marca 1950(dts)          | 23 czerwca 1950(dts)      | 92               |
| 10  | Morris Guralnick                  | 24 marca 1950(dts)          | 15 grudnia 1950(dts)      | 266              |
| 11  | William Francis Sutton            | 20 marca 1950(dts)          | 18 lutego 1952(dts)       | 700              |
| 12  | Stephen William Davenport         | 4 kwietnia 1950(dts)        | 5 maja 1950(dts)          | 31               |
| 13  | Henry Clay Tollett                | 11 kwietnia 1950(dts)       | 4 czerwca 1951(dts)       | 419              |
| 14  | Frederick J. Tenuto               | 24 maja 1950(dts)           | 9 marca 1964(dts)         | 5038             |
| 15  | Thomas Kling                      | 17 lipca 1950(dts)          | 20 lutego 1952(dts)       | 583              |
| 16  | Meyer Dembin                      | 5 września 1950(dts)        | 26 listopada 1951(dts)    | 447              |
| 17  | Courtney Townsend Taylor          | 8 stycznia 1951(dts)        | 16 lutego 1951(dts)       | 39               |
| 18  | Joseph Franklin Bent, Jr.         | 9 stycznia 1951(dts)        | 29 sierpnia 1952(dts)     | 598              |
| 19  | Harry H. Burton                   | 9 marca 1951(dts)           | 7 lutego 1952(dts)        | 335              |
| 20  | Joseph Paul Cato                  | 27 czerwca 1951(dts)        | 22 czerwca 1951(dts)      | -5               |
| 21  | Anthony Brancato                  | 27 czerwca 1951(dts)        | 29 czerwca 1951(dts)      | 2                |
| 22  | Frederick Emerson Peters          | 2 lipca 1951(dts)           | 15 stycznia 1952(dts)     | 197              |
| 23  | Ernest Tait                       | 11 lipca 1951(dts)          | 12 lipca 1951(dts)        | 1                |
| 24  | Ollie Gene Embry                  | 25 lipca 1951(dts)          | 5 sierpnia 1951(dts)      | 11               |
| 25  | Giachino Anthony Baccolla         | 20 sierpnia 1951(dts)       | 10 grudnia 1951(dts)      | 112              |
| 26  | Raymond Edward Young              | 12 listopada 1951(dts)      | 16 listopada 1951(dts)    | 4                |
| 27  | John Thomas Hill                  | 10 grudnia 1951(dts)        | 16 sierpnia 1952(dts)     | 250              |
| 28  | George Arthur Heroux              | 19 grudnia 1951(dts)        | 25 lipca 1952(dts)        | 219              |
| 29  | Sydney Gordon Martin              | 7 stycznia 1952(dts)        | 27 listopada 1953(dts)    | 690              |
| 30  | Gerhard Arthur Puff               | 28 stycznia 1952(dts)       | 26 lipca 1952(dts)        | 180              |
| 31  | Thomas Edward Young               | 21 lutego 1952(dts)         | 23 września 1952(dts)     | 215              |
| 32  | Kenneth Lee Maurer                | 27 lutego 1952(dts)         | 8 stycznia 1953(dts)      | 316              |
| 33  | Isaie Aldy Beausoleil             | 3 marca 1952(dts)           | 25 czerwca 1953(dts)      | 479              |
| 34  | Leonard Joseph Zalutsky           | 5 sierpnia 1952(dts)        | 8 września 1952(dts)      | 34               |
| 35  | William Merle Martin              | 11 sierpnia 1952(dts)       | 30 sierpnia 1952(dts)     | 19               |
| 36  | James Eddie Diggs                 | 27 sierpnia 1952(dts)       | 14 grudnia 1961(dts)      | 3396             |
| 37  | Nick George Montos                | 8 września 1952(dts)        | 23 sierpnia 1954(dts)     | 714              |
| 38  | Theodore Richard Byrd, Jr.        | 10 września 1952(dts)       | 21 lutego 1953(dts)       | 164              |
| 39  | Harden Collins Kemper             | 17 września 1952(dts)       | 1 stycznia 1953(dts)      | 106              |
| 40  | John Joseph Brennan               | 6 października 1952(dts)    | 23 stycznia 1953(dts)     | 109              |
| 41  | Charles Patrick Shue              | 15 stycznia 1953(dts)       | 13 lutego 1953(dts)       | 29               |
| 42  | Lawson David Shirk Butler         | 22 stycznia 1953(dts)       | 21 kwietnia 1953(dts)     | 89               |
| 43  | Joseph James Brletic              | 9 lutego 1953(dts)          | 10 lutego 1953(dts)       | 1                |
| 44  | David Dallas Taylor               | 3 marca 1953(dts)           | 26 maja 1953(dts)         | 84               |
| 45  | Perlie Miller                     | 4 marca 1953(dts)           | 5 marca 1953(dts)         | 1                |
| 46  | Fred William Bowerman             | 5 marca 1953(dts)           | 24 kwietnia 1953(dts)     | 50               |
| 47  | Robert Benton Mathus              | 16 marca 1953(dts)          | 19 marca 1953(dts)        | 3                |
| 48  | Floyd Allen Hill                  | 30 marca 1953(dts)          | 18 kwietnia 1953(dts)     | 19               |
| 49  | Joseph Levy                       | 1 maja 1953(dts)            | 30 kwietnia 1953(dts)     | -1               |
| 50  | Arnold Hinson                     | 4 maja 1953(dts)            | 7 listopada 1953(dts)     | 187              |
| 51  | Gordon Lee Cooper                 | 11 maja 1953(dts)           | 11 czerwca 1953(dts)      | 31               |
| 52  | Fleet Robert Current              | 18 maja 1953(dts)           | 12 lipca 1953(dts)        | 55               |
| 53  | Donald Charles Fitterer           | 8 czerwca 1953(dts)         | 21 czerwca 1953(dts)      | 13               |
| 54  | John Raleigh Cooke                | 22 czerwca 1953(dts)        | 20 października 1953(dts) | 120              |
| 55  | Jack Gordon White                 | 6 lipca 1953(dts)           | 27 sierpnia 1953(dts)     | 52               |
| 56  | Alex Richard Bryant               | 14 lipca 1953(dts)          | 26 stycznia 1954(dts)     | 196              |
| 57  | George William Krendich           | 27 lipca 1953(dts)          | 11 października 1953(dts) | 76               |
| 58  | Lloyd Reed Russell                | 8 września 1953(dts)        | 3 sierpnia 1954(dts)      | 329              |
| 59  | Edwin Sanford Garrison            | 26 października 1953(dts)   | 3 listopada 1953(dts)     | 8                |
| 60  | Franklin James Wilson             | 2 listopada 1953(dts)       | 18 stycznia 1954(dts)     | 77               |
| 61  | Charles E. Johnson                | 12 listopada 1953(dts)      | 28 grudnia 1953(dts)      | 46               |
| 62  | Thomas Jackson Massingale         | 18 listopada 1953(dts)      | 26 listopada 1953(dts)    | 8                |
| 63  | Peter Edward Kenzik               | 7 grudnia 1953(dts)         | 26 stycznia 1955(dts)     | 415              |
| 64  | Thomas Everett Dickerson          | 10 grudnia 1953(dts)        | 21 grudnia 1953(dts)      | 11               |
| 65  | Chester Lee Davenport             | 6 stycznia 1954(dts)        | 7 stycznia 1954(dts)      | 1                |
| 66  | Alex Whitmore                     | 11 stycznia 1954(dts)       | 10 maja 1954(dts)         | 119              |
| 67  | Everett Lowell Krueger            | 25 stycznia 1954(dts)       | 15 lutego 1954(dts)       | 21               |
| 68  | Apee Hamp Chapman                 | 3 lutego 1954(dts)          | 10 lutego 1954(dts)       | 7                |
| 69  | Nelson Robert Duncan              | 8 lutego 1954(dts)          | 21 lutego 1954(dts)       | 13               |
| 70  | Charles Falzone                   | 24 lutego 1954(dts)         | 17 sierpnia 1955(dts)     | 539              |
| 71  | Basil Kingsley Beck               | 1 marca 1954(dts)           | 3 marca 1954(dts)         | 2                |
| 72  | Clarence Dye                      | 8 marca 1954(dts)           | 3 sierpnia 1955(dts)      | 513              |
| 73  | James William Lofton              | 16 marca 1954(dts)          | 17 marca 1954(dts)        | 1                |
| 74  | Sterling Groom                    | 2 kwietnia 1954(dts)        | 21 kwietnia 1954(dts)     | 19               |
| 75  | Raymond Louis Owen Menard         | 3 maja 1954(dts)            | 5 maja 1954(dts)          | 2                |
| 76  | John Alfred Hopkins               | 18 maja 1954(dts)           | 7 czerwca 1954(dts)       | 20               |
| 77  | Otto Austin Loel                  | 21 maja 1954(dts)           | 17 stycznia 1955(dts)     | 241              |
| 78  | David Daniel Keegan               | 21 czerwca 1954(dts)        | 13 grudnia 1963(dts)      | 3462             |
| 79  | Walter James Wilkinson            | 17 sierpnia 1954(dts)       | 13 stycznia 1955(dts)     | 149              |
| 80  | John Harry Allen                  | 7 września 1954(dts)        | 21 grudnia 1954(dts)      | 105              |
| 81  | George Lester Belew               | 4 stycznia 1955(dts)        | 24 stycznia 1955(dts)     | 20               |
| 82  | Kenneth Darrell Carpenter         | 31 stycznia 1955(dts)       | 4 lutego 1955(dts)        | 4                |
| 83  | Flenoy Payne                      | 2 lutego 1955(dts)          | 11 marca 1958(dts)        | 1133             |
| 84  | Palmer Julius Morset              | 7 lutego 1955(dts)          | 2 marca 1956(dts)         | 389              |
| 85  | Patrick Eugene McDermott          | 9 lutego 1955(dts)          | 19 lipca 1955(dts)        | 160              |
| 86  | Garland William Daniels           | 18 lutego 1955(dts)         | 29 marca 1955(dts)        | 39               |
| 87  | Daniel William O’Connor           | 11 kwietnia 1955(dts)       | 26 grudnia 1958(dts)      | 1355             |
| 88  | Jack Harvey Raymond               | 8 sierpnia 1955(dts)        | 14 października 1955(dts) | 67               |
| 89  | Daniel Abram Everhart             | 17 sierpnia 1955(dts)       | 9 października 1955(dts)  | 53               |
| 90  | Charles Edward Ranels             | 2 września 1955(dts)        | 16 grudnia 1956(dts)      | 471              |
| 91  | Thurman Arthur Green              | 24 października 1955(dts)   | 16 lutego 1956(dts)       | 115              |
| 92  | John Allen Kendrick               | 2 listopada 1955(dts)       | 2 grudnia 1955(dts)       | 30               |
| 93  | Joseph James Bagnola              | 19 grudnia 1955(dts)        | 30 grudnia 1956(dts)      | 377              |
| 94  | Nick George Montos                | 2 marca 1956(dts)           | 28 marca 1956(dts)        | 26               |
| 95  | James Ignatius Faherty            | 19 marca 1956(dts)          | 16 maja 1956(dts)         | 58               |
| 96  | Thomas Francis Richardson         | 12 kwietnia 1956(dts)       | 16 maja 1956(dts)         | 34               |
| 97  | Eugene Francis Newman             | 28 maja 1956(dts)           | 11 czerwca 1965(dts)      | 3301             |
| 98  | Carmine DiBiase                   | 28 maja 1956(dts)           | 28 sierpnia 1958(dts)     | 822              |
| 99  | Ben Golden McCollum               | 4 stycznia 1957(dts)        | 7 marca 1958(dts)         | 427              |
| 100 | Alfred James White                | 14 stycznia 1957(dts)       | 24 stycznia 1957(dts)     | 10               |
| 101 | Robert L. Green                   | 11 lutego 1957(dts)         | 13 lutego 1957(dts)       | 2                |
| 102 | George Edward Cole                | 25 lutego 1957(dts)         | 6 lipca 1959(dts)         | 861              |
| 103 | Eugene Russell McCracken          | 26 marca 1958(dts)          | 27 marca 1958(dts)        | 1                |
| 104 | Frank Aubrey Leftwich             | 4 kwietnia 1958(dts)        | 18 kwietnia 1958(dts)     | 14               |
| 105 | Quay Cleon Kilburn                | 16 kwietnia 1958(dts)       | 2 czerwca 1958(dts)       | 47               |
| 106 | Dominick Scialo                   | 9 maja 1958(dts)            | 27 lipca 1959(dts)        | 444              |
| 107 | Angelo Luigi Pero                 | 16 czerwca 1958(dts)        | 2 grudnia 1960(dts)       | 900              |
| 108 | Frederick Grant Dunn              | 29 lipca 1958(dts)          | 8 września 1959(dts)      | 406              |
| 109 | Frank Lawrence Sprenz             | 10 września 1958(dts)       | 15 kwietnia 1959(dts)     | 217              |
| 110 | David Lynn Thurston               | 8 stycznia 1959(dts)        | 6 lutego 1959(dts)        | 29               |
| 111 | John Thomas Freeman               | 17 lutego 1959(dts)         | 18 lutego 1959(dts)       | 1                |
| 112 | Edwin Sanford Garrison            | 4 marca 1959(dts)           | 9 września 1960(dts)      | 555              |
| 113 | Emmett Bernard Kervan             | 29 kwietnia 1959(dts)       | 13 maja 1959(dts)         | 14               |
| 114 | Richard Allen Hunt                | 27 maja 1959(dts)           | 2 czerwca 1959(dts)       | 6                |
| 115 | Walter Bernard O’Donnell          | 17 czerwca 1959(dts)        | 19 czerwca 1959(dts)      | 2                |
| 116 | Billy Owens Williams              | 10 lipca 1959(dts)          | 4 marca 1960(dts)         | 238              |
| 117 | James Francis Jenkins             | 21 lipca 1959(dts)          | 12 sierpnia 1959(dts)     | 22               |
| 118 | Harry Raymond Pope                | 11 sierpnia 1959(dts)       | 25 sierpnia 1959(dts)     | 14               |
| 119 | James Francis Duffy               | 26 sierpnia 1959(dts)       | 2 września 1959(dts)      | 7                |
| 120 | Robert Garfield Brown, Jr.        | 9 września 1959(dts)        | 11 stycznia 1960(dts)     | 124              |
| 121 | Frederick Anthony Seno            | 24 września 1959(dts)       | 24 września 1959(dts)     | 0                |
| 122 | Smith Gerald Hudson               | 7 października 1959(dts)    | 31 lipca 1960(dts)        | 298              |
| 123 | Joseph Lloyd Thomas               | 21 października 1959(dts)   | 10 grudnia 1959(dts)      | 50               |
| 124 | Kenneth Ray Lawson                | 4 stycznia 1960(dts)        | 20 marca 1960(dts)        | 76               |
| 125 | Ted Jacob Rinehart                | 25 stycznia 1960(dts)       | 6 marca 1960(dts)         | 41               |
| 126 | Charles Clyatt Rogers             | 18 marca 1960(dts)          | 11 maja 1960(dts)         | 54               |
| 127 | Joseph Corbett, Jr.               | 30 marca 1960(dts)          | 29 października 1960(dts) | 213              |
| 128 | William Mason                     | 6 kwietnia 1960(dts)        | 27 kwietnia 1960(dts)     | 21               |
| 129 | Edward Reiley                     | 10 maja 1960(dts)           | 24 maja 1960(dts)         | 14               |
| 130 | Harold Eugene Fields              | 25 maja 1960(dts)           | 5 września 1960(dts)      | 103              |
| 131 | Richard Peter Wagner              | 23 czerwca 1960(dts)        | 25 czerwca 1960(dts)      | 2                |
| 132 | James John Warjac                 | 19 lipca 1960(dts)          | 22 lipca 1960(dts)        | 3                |
| 133 | Ernest Tait                       | 16 sierpnia 1960(dts)       | 10 września 1960(dts)     | 25               |
| 134 | Clarence Leon Raby                | 19 sierpnia 1960(dts)       | 28 sierpnia 1960(dts)     | 9                |
| 135 | Nathaniel Beans                   | 12 września 1960(dts)       | 30 września 1960(dts)     | 18               |
| 136 | Stanley William Fitzgerald        | 20 września 1960(dts)       | 22 września 1960(dts)     | 2                |
| 137 | Donald Leroy Payne                | 6 października 1960(dts)    | 26 listopada 1965(dts)    | 1877             |
| 138 | Charles Francis Higgins           | 10 października 1960(dts)   | 17 października 1960(dts) | 7                |
| 139 | Robert William Schultz, Jr.       | 12 października 1960(dts)   | 4 listopada 1960(dts)     | 23               |
| 140 | Merle Lyle Gall                   | 17 października 1960(dts)   | 18 stycznia 1961(dts)     | 93               |
| 141 | James George Economou             | 31 października 1960(dts)   | 22 marca 1961(dts)        | 142              |
| 142 | Ray Delano Tate                   | 18 listopada 1960(dts)      | 25 listopada 1960(dts)    | 7                |
| 143 | John B. Everhart                  | 22 listopada 1960(dts)      | 6 listopada 1963(dts)     | 1079             |
| 144 | Herbert Hoover Huffman            | 19 grudnia 1960(dts)        | 29 grudnia 1960(dts)      | 10               |
| 145 | Kenneth Eugene Cindle             | 23 grudnia 1960(dts)        | 1 kwietnia 1961(dts)      | 99               |
| 146 | Thomas Viola                      | 17 stycznia 1961(dts)       | 27 marca 1961(dts)        | 69               |
| 147 | William Chester Cole              | 2 lutego 1961(dts)          | 6 lutego 1961(dts)        | 4                |
| 148 | Willie Hughes                     | 15 marca 1961(dts)          | 8 sierpnia 1961(dts)      | 146              |
| 149 | William Terry Nichols             | 6 kwietnia 1961(dts)        | 30 kwietnia 1962(dts)     | 389              |
| 150 | George Martin Bradley, Jr.        | 10 kwietnia 1961(dts)       | 1 maja 1961(dts)          | 21               |
| 151 | Philip Alfred LaNormandin         | 17 kwietnia 1961(dts)       | 17 kwietnia 1961(dts)     | 0                |
| 152 | Kenneth Holleck Sharp             | 1 maja 1961(dts)            | 3 lipca 1961(dts)         | 63               |
| 153 | Anthony Vincent Fede              | 22 maja 1961(dts)           | 28 października 1961(dts) | 159              |
| 154 | Richard Laurence Marquette        | 29 czerwca 1961(dts)        | 30 czerwca 1961(dts)      | 1                |
| 155 | Robert William Schuette           | 19 lipca 1961(dts)          | 2 sierpnia 1961(dts)      | 14               |
| 156 | Chester Anderson McGonigal        | 14 sierpnia 1961(dts)       | 17 sierpnia 1961(dts)     | 3                |
| 157 | Hugh Bion Morse                   | 29 sierpnia 1961(dts)       | 13 października 1961(dts) | 45               |
| 158 | John Gibson Dillon                | 1 września 1961(dts)        | 2 marca 1964(dts)         | 913              |
| 159 | John Robert Sawyer                | 30 października 1961(dts)   | 3 listopada 1961(dts)     | 4                |
| 160 | Edward Wayne Edwards              | 10 listopada 1961(dts)      | 20 stycznia 1962(dts)     | 71               |
| 161 | Franklin Eugene Alltop            | 22 listopada 1961(dts)      | 2 lutego 1962(dts)        | 72               |
| 162 | Francis Laverne Brannan           | 27 grudnia 1961(dts)        | 17 stycznia 1962(dts)     | 21               |
| 163 | Delbert Henry Linaweaver          | 30 stycznia 1962(dts)       | 5 lutego 1962(dts)        | 6                |
| 164 | Watson Young, Jr.                 | 5 lutego 1962(dts)          | 12 lutego 1962(dts)       | 7                |
| 165 | Lyndal Ray Smith                  | 14 lutego 1962(dts)         | 22 marca 1962(dts)        | 36               |
| 166 | Harry Robert Grove, Jr.           | 19 lutego 1962(dts)         | 26 stycznia 1963(dts)     | 341              |
| 167 | Bobby Randell Wilcoxson           | 23 lutego 1962(dts)         | 10 listopada 1962(dts)    | 260              |
| 168 | Albert Frederick Nussbaum         | 2 kwietnia 1962(dts)        | 4 listopada 1962(dts)     | 216              |
| 169 | Thomas Welton Holland             | 11 maja 1962(dts)           | 2 czerwca 1962(dts)       | 22               |
| 170 | Edward Howard Maps                | 15 czerwca 1962(dts)        | 1 grudnia 1967(dts)       | 1995             |
| 171 | David Stanley Jacubanis           | 21 listopada 1962(dts)      | 29 listopada 1962(dts)    | 8                |
| 172 | John Kinchloe DeJarnette          | 30 listopada 1962(dts)      | 3 grudnia 1962(dts)       | 3                |
| 173 | Michael Joseph O’Connor           | 13 grudnia 1962(dts)        | 28 grudnia 1962(dts)      | 15               |
| 174 | John Lee Taylor                   | 14 grudnia 1962(dts)        | 20 grudnia 1962(dts)      | 6                |
| 175 | Harold Thomas O’Brien             | 4 stycznia 1963(dts)        | 14 stycznia 1963(dts)     | 10               |
| 176 | Jerry Clarence Rush               | 14 stycznia 1963(dts)       | 25 marca 1965(dts)        | 801              |
| 177 | Marshall Frank Chrisman           | 7 lutego 1963(dts)          | 21 maja 1963(dts)         | 103              |
| 178 | Howard Jay Barnard                | 12 kwietnia 1963(dts)       | 6 kwietnia 1964(dts)      | 360              |
| 179 | Leroy Ambrosia Frazier            | 4 czerwca 1963(dts)         | 12 września 1963(dts)     | 100              |
| 180 | Carl Close                        | 25 września 1963(dts)       | 26 września 1963(dts)     | 1                |
| 181 | Thomas Asbury Hadder              | 9 października 1963(dts)    | 13 stycznia 1964(dts)     | 96               |
| 182 | Alfred Oponowicz                  | 27 listopada 1963(dts)      | 23 grudnia 1964(dts)      | 392              |
| 183 | Arthur William Couts              | 27 grudnia 1963(dts)        | 30 stycznia 1964(dts)     | 34               |
| 184 | Jesse James Gilbert               | 27 stycznia 1964(dts)       | 26 lutego 1964(dts)       | 30               |
| 185 | Sammie Earl Ammons                | 10 lutego 1964(dts)         | 15 maja 1964(dts)         | 95               |
| 186 | Frank B. Dumont                   | 10 marca 1964(dts)          | 27 kwietnia 1964(dts)     | 48               |
| 187 | William Beverly Hughes            | 18 marca 1964(dts)          | 11 kwietnia 1964(dts)     | 24               |
| 188 | Quay Cleon Kilburn                | 23 marca 1964(dts)          | 25 czerwca 1964(dts)      | 94               |
| 189 | Joseph Francis Bryan, Jr.         | 14 kwietnia 1964(dts)       | 28 kwietnia 1964(dts)     | 14               |
| 190 | John Robert Bailey                | 22 kwietnia 1964(dts)       | 4 maja 1964(dts)          | 12               |
| 191 | George Zavada                     | 6 maja 1964(dts)            | 12 czerwca 1964(dts)      | 37               |
| 192 | George Patrick McLaughlin         | 8 maja 1964(dts)            | 24 lutego 1965(dts)       | 292              |
| 193 | Chester Collins                   | 14 maja 1964(dts)           | 30 marca 1967(dts)        | 1050             |
| 194 | Edward Newton Nivens              | 28 maja 1964(dts)           | 2 czerwca 1964(dts)       | 5                |
| 195 | Louis Frederick Vasselli          | 15 czerwca 1964(dts)        | 1 września 1964(dts)      | 78               |
| 196 | Thomas Edward Galloway            | 24 czerwca 1964(dts)        | 17 lipca 1964(dts)        | 23               |
| 197 | Alson Thomas Wahrlich             | 9 lipca 1964(dts)           | 28 października 1967(dts) | 1206             |
| 198 | Kenneth Malcolm Christiansen      | 27 lipca 1964(dts)          | 8 września 1964(dts)      | 43               |
| 199 | William Hutton Coble              | 11 września 1964(dts)       | 1 marca 1965(dts)         | 171              |
| 200 | Lloyd Donald Greeson, Jr.         | 18 września 1964(dts)       | 23 września 1964(dts)     | 5                |
| 201 | Raymond Lawrence Wyngaard         | 5 października 1964(dts)    | 28 listopada 1964(dts)    | 54               |
| 202 | Norman Belyea Gorham              | 10 grudnia 1964(dts)        | 28 maja 1965(dts)         | 169              |
| 203 | John William Clouser              | 7 stycznia 1965(dts)        | 1 sierpnia 1972(dts)      | 2763             |
| 204 | Walter Lee Parman                 | 15 stycznia 1965(dts)       | 31 stycznia 1965(dts)     | 16               |
| 205 | Gene Thomas Webb                  | 11 lutego 1965(dts)         | 12 lutego 1965(dts)       | 1                |
| 206 | Samuel Jefferson Veney            | 25 lutego 1965(dts)         | 11 marca 1965(dts)        | 14               |
| 207 | Earl Veney                        | 5 marca 1965(dts)           | 11 marca 1965(dts)        | 6                |
| 208 | Donald Stewart Heien              | 11 marca 1965(dts)          | 3 lutego 1966(dts)        | 329              |
| 209 | Arthur Pierce, Jr.                | 24 marca 1965(dts)          | 25 marca 1965(dts)        | 1                |
| 210 | Donald Dean Rainey                | 26 marca 1965(dts)          | 22 czerwca 1965(dts)      | 88               |
| 211 | Leslie Douglas Ashley             | 6 kwietnia 1965(dts)        | 23 kwietnia 1965(dts)     | 17               |
| 212 | Charles Bryan Harris              | 6 maja 1965(dts)            | 17 czerwca 1965(dts)      | 42               |
| 213 | William Albert Autur Tahl         | 10 czerwca 1965(dts)        | 5 listopada 1965(dts)     | 148              |
| 214 | Duane Earl Pope                   | 11 czerwca 1965(dts)        | 11 czerwca 1965(dts)      | 0                |
| 215 | Allen Wade Haugsted               | 24 czerwca 1965(dts)        | 23 grudnia 1965(dts)      | 182              |
| 216 | Theodore Matthew Brechtel         | 30 czerwca 1965(dts)        | 16 sierpnia 1965(dts)     | 47               |
| 217 | Robert Allen Woodford             | 2 lipca 1965(dts)           | 5 sierpnia 1965(dts)      | 34               |
| 218 | Warren Cleveland Osborne          | 12 sierpnia 1965(dts)       | 9 września 1965(dts)      | 28               |
| 219 | Holice Paul Black                 | 25 sierpnia 1965(dts)       | 15 grudnia 1965(dts)      | 112              |
| 220 | Edward Owen Watkins               | 21 września 1965(dts)       | 2 grudnia 1966(dts)       | 437              |
| 221 | Joel Singer                       | 19 listopada 1965(dts)      | 1 grudnia 1965(dts)       | 12               |
| 222 | James Edward Kennedy              | 8 grudnia 1965(dts)         | 23 grudnia 1965(dts)      | 15               |
| 223 | Lawrence John Higgins             | 14 grudnia 1965(dts)        | 3 stycznia 1966(dts)      | 20               |
| 224 | Hoyt Bud Cobb                     | 6 stycznia 1966(dts)        | 6 czerwca 1966(dts)       | 151              |
| 225 | James Robert Bishop               | 10 stycznia 1966(dts)       | 21 stycznia 1966(dts)     | 11               |
| 226 | Robert Van Lewing                 | 12 stycznia 1966(dts)       | 6 lutego 1967(dts)        | 390              |
| 227 | Earl Ellery Wright                | 14 stycznia 1966(dts)       | 20 czerwca 1966(dts)      | 157              |
| 228 | Jessie James Roberts, Jr.         | 3 lutego 1966(dts)          | 8 lutego 1966(dts)        | 5                |
| 229 | Charles Lorin Gove                | 16 lutego 1966(dts)         | 16 lutego 1966(dts)       | 0                |
| 230 | Ralph Dwayne Owen                 | 16 lutego 1966(dts)         | 11 marca 1966(dts)        | 23               |
| 231 | Jimmy Lewis Parker                | 25 lutego 1966(dts)         | 4 marca 1966(dts)         | 7                |
| 232 | Jack Daniel Sayadoff              | 17 marca 1966(dts)          | 24 marca 1966(dts)        | 7                |
| 233 | Robert Clayton Buick              | 24 marca 1966(dts)          | 29 marca 1966(dts)        | 5                |
| 234 | James Vernon Taylor               | 4 kwietnia 1966(dts)        | 4 kwietnia 1966(dts)      | 0                |
| 235 | Lynwood Irwin Mears               | 11 kwietnia 1966(dts)       | 2 maja 1967(dts)          | 386              |
| 236 | James Robert Ringrose             | 15 kwietnia 1966(dts)       | 29 marca 1967(dts)        | 348              |
| 237 | Walter Leonard Lesczynski         | 16 czerwca 1966(dts)        | 9 września 1966(dts)      | 85               |
| 238 | Donald Rogers Smelley             | 30 czerwca 1966(dts)        | 7 listopada 1966(dts)     | 130              |
| 239 | George Ben Edmondson              | 21 września 1966(dts)       | 28 czerwca 1967(dts)      | 280              |
| 240 | Everett Leroy Biggs               | 21 listopada 1966(dts)      | 1 grudnia 1966(dts)       | 10               |
| 241 | Gene Robert Jennings              | 15 grudnia 1966(dts)        | 14 lutego 1967(dts)       | 61               |
| 242 | Clarence Wilbert McFarland        | 22 grudnia 1966(dts)        | 4 kwietnia 1967(dts)      | 103              |
| 243 | Monroe Hickson                    | 17 lutego 1967(dts)         | 30 stycznia 1968(dts)     | 347              |
| 244 | Clyde Edward Laws                 | 28 lutego 1967(dts)         | 18 maja 1967(dts)         | 79               |
| 245 | Charles Edward Ervin              | 13 kwietnia 1967(dts)       | 25 lipca 1967(dts)        | 103              |
| 246 | Gordon Dale Ervin                 | 13 kwietnia 1967(dts)       | 7 czerwca 1969(dts)       | 786              |
| 247 | Thomas Franklin Dorman            | 20 kwietnia 1967(dts)       | 20 maja 1967(dts)         | 30               |
| 248 | Jerry Lynn Young                  | 12 maja 1967(dts)           | 15 czerwca 1967(dts)      | 34               |
| 249 | Joseph Leroy Newman               | 2 czerwca 1967(dts)         | 29 czerwca 1967(dts)      | 27               |
| 250 | Carmen Raymond Gagliardi          | 9 czerwca 1967(dts)         | 23 grudnia 1968(dts)      | 563              |
| 251 | Donald Richard Bussmeyer          | 28 czerwca 1967(dts)        | 24 sierpnia 1967(dts)     | 57               |
| 252 | Florencio Lopez Mationg           | 1 lipca 1967(dts)           | 16 lipca 1967(dts)        | 15               |
| 253 | Victor Jerald Bono                | 1 lipca 1967(dts)           | 16 lipca 1967(dts)        | 15               |
| 254 | Alfred Johnson Cooper, Jr.        | 27 lipca 1967(dts)          | 8 września 1967(dts)      | 43               |
| 255 | John D. Slaton                    | 2 sierpnia 1967(dts)        | 1 grudnia 1967(dts)       | 121              |
| 256 | Jerry Ray James                   | 16 sierpnia 1967(dts)       | 24 stycznia 1968(dts)     | 161              |
| 257 | Richard Paul Anderson             | 7 września 1967(dts)        | 19 stycznia 1968(dts)     | 134              |
| 258 | Henry Theodore Young              | 21 września 1967(dts)       | 9 stycznia 1968(dts)      | 110              |
| 259 | Donald Eugene Sparks              | 13 listopada 1967(dts)      | 24 stycznia 1968(dts)     | 72               |
| 260 | Zelma Lavone King                 | 14 grudnia 1967(dts)        | 30 stycznia 1968(dts)     | 47               |
| 261 | Jerry Reece Peacock               | 14 grudnia 1967(dts)        | 5 marca 1968(dts)         | 82               |
| 262 | Ronald Eugene Storck              | 19 stycznia 1968(dts)       | 29 lutego 1968(dts)       | 41               |
| 263 | Robert Leon McCain                | 31 stycznia 1968(dts)       | 23 lutego 1968(dts)       | 23               |
| 264 | William Garrin Allen, II          | 9 lutego 1968(dts)          | 23 marca 1968(dts)        | 43               |
| 265 | Charles Lee Herron                | 9 lutego 1968(dts)          | 18 czerwca 1986(dts)      | 6704             |
| 266 | Leonard Daniel Spears             | 13 lutego 1968(dts)         | 2 marca 1968(dts)         | 18               |
| 267 | William Howard Bornman            | 13 lutego 1968(dts)         | 13 lutego 1968(dts)       | 0                |
| 268 | John Conway Patterson             | 26 lutego 1968(dts)         | 17 marca 1968(dts)        | 20               |
| 269 | Troy Denver Martin                | 9 marca 1968(dts)           | 19 marca 1968(dts)        | 10               |
| 270 | George Benjamin Williams          | 18 marca 1968(dts)          | 26 maja 1968(dts)         | 69               |
| 271 | Michael John Sanders              | 21 marca 1968(dts)          | 8 kwietnia 1968(dts)      | 18               |
| 272 | Howard Callens Johnson            | 21 marca 1968(dts)          | 24 kwietnia 1968(dts)     | 34               |
| 273 | George Edward Wells               | 28 marca 1968(dts)          | 27 maja 1969(dts)         | 425              |
| 274 | David Evans                       | 3 kwietnia 1968(dts)        | 26 kwietnia 1968(dts)     | 23               |
| 275 | Franklin Allen Paris              | 9 kwietnia 1968(dts)        | 21 maja 1968(dts)         | 42               |
| 276 | David Stuart Neff                 | 18 kwietnia 1968(dts)       | 25 kwietnia 1968(dts)     | 7                |
| 277 | James Earl Ray                    | 20 kwietnia 1968(dts)       | 8 czerwca 1968(dts)       | 49               |
| 278 | John Wesley Shannon, Jr.          | 7 maja 1968(dts)            | 5 czerwca 1968(dts)       | 29               |
| 279 | Taylor Morris Teaford             | 10 maja 1968(dts)           | 24 maja 1972(dts)         | 1475             |
| 280 | Phillip Morris Jones              | 5 czerwca 1968(dts)         | 26 czerwca 1968(dts)      | 21               |
| 281 | George Michael Gentile            | 18 czerwca 1968(dts)        | 17 grudnia 1968(dts)      | 182              |
| 282 | Johnny Ray Smith                  | 20 czerwca 1968(dts)        | 24 czerwca 1968(dts)      | 4                |
| 283 | Byron James Rice                  | 5 lipca 1968(dts)           | 2 października 1972(dts)  | 1550             |
| 284 | Robert Leroy Lindblad             | 11 lipca 1968(dts)          | 7 października 1968(dts)  | 88               |
| 285 | James Joseph Scully               | 15 lipca 1968(dts)          | 23 lipca 1968(dts)        | 8                |
| 286 | Billy Ray White                   | 13 sierpnia 1968(dts)       | 17 sierpnia 1968(dts)     | 4                |
| 287 | Frederick Rudolph Yokom           | 29 sierpnia 1968(dts)       | 6 września 1968(dts)      | 8                |
| 288 | Harold James Evans                | 19 września 1968(dts)       | 2 stycznia 1969(dts)      | 105              |
| 289 | Robert Lee Carr                   | 18 października 1968(dts)   | 4 listopada 1968(dts)     | 17               |
| 290 | Levi Washington                   | 15 listopada 1968(dts)      | 5 grudnia 1968(dts)       | 20               |
| 291 | Richard Lee Tingler, Jr.          | 20 grudnia 1968(dts)        | 19 maja 1969(dts)         | 150              |
| 292 | Gary Steven Krist                 | 20 grudnia 1968(dts)        | 22 grudnia 1968(dts)      | 2                |
| 293 | Ruth Eisemann-Schier              | 28 grudnia 1968(dts)        | 5 marca 1969(dts)         | 67               |
| 294 | Baltazar Garcia Estolas           | 3 stycznia 1969(dts)        | 3 września 1969(dts)      | 243              |
| 295 | Billie Austin Bryant              | 8 stycznia 1969(dts)        | 8 stycznia 1969(dts)      | 0                |
| 296 | Billy Len Schales                 | 27 stycznia 1969(dts)       | 30 stycznia 1969(dts)     | 3                |
| 297 | Thomas James Lucas                | 13 lutego 1969(dts)         | 26 lutego 1969(dts)       | 13               |
| 298 | Warren David Reddock              | 11 marca 1969(dts)          | 14 kwietnia 1971(dts)     | 764              |
| 299 | George Edward Blue                | 20 marca 1969(dts)          | 28 marca 1969(dts)        | 8                |
| 300 | Cameron David Bishop              | 15 kwietnia 1969(dts)       | 12 marca 1975(dts)        | 2157             |
| 301 | Marie Dean Arrington              | 29 maja 1969(dts)           | 22 grudnia 1971(dts)      | 937              |
| 302 | Benjamin Hoskins Paddock          | 10 czerwca 1969(dts)        | 5 maja 1977(dts)          | 2886             |
| 303 | Francis Leroy Hohimer             | 20 czerwca 1969(dts)        | 20 grudnia 1969(dts)      | 183              |
| 304 | Joseph Lloyd Thomas               | 12 września 1969(dts)       | 8 marca 1970(dts)         | 177              |
| 305 | James John Byrnes                 | 6 stycznia 1970(dts)        | 17 kwietnia 1970(dts)     | 101              |
| 306 | Edmund James Devlin               | 20 marca 1970(dts)          | 15 sierpnia 1970(dts)     | 148              |
| 307 | Lawrence Robert Plamondon         | 5 maja 1970(dts)            | 23 lipca 1970(dts)        | 79               |
| 308 | Hubert Geroid Brown               | 6 maja 1970(dts)            | 16 października 1971(dts) | 528              |
| 309 | Angela Yvonne Davis               | 18 sierpnia 1970(dts)       | 13 października 1970(dts) | 56               |
| 310 | Dwight Alan Armstrong             | 4 września 1970(dts)        | 1 kwietnia 1976(dts)      | 2036             |
| 311 | Karleton Lewis Armstrong          | 4 września 1970(dts)        | 17 lutego 1972(dts)       | 531              |
| 312 | David Sylvan Fine                 | 4 września 1970(dts)        | 8 stycznia 1976(dts)      | 1952             |
| 313 | Leo Frederick Burt                | 4 września 1970(dts)        | 7 kwietnia 1976(dts)      | 2042             |
| 314 | Bernardine Rae Dohrn              | 14 października 1970(dts)   | 7 grudnia 1973(dts)       | 1150             |
| 315 | Katherine Ann Power               | 17 października 1970(dts)   | 15 czerwca 1984(dts)      | 4990             |
| 316 | Susan Edith Saxe                  | 17 października 1970(dts)   | 27 marca 1975(dts)        | 1622             |
| 317 | Mace Brown                        | 20 października 1972(dts)   | 18 kwietnia 1973(dts)     | 180              |
| 318 | Herman Bell                       | 9 maja 1973(dts)            | 2 września 1973(dts)      | 116              |
| 319 | Twymon Ford Myers                 | 28 września 1973(dts)       | 14 listopada 1973(dts)    | 47               |
| 320 | Ronald Harvey                     | 7 grudnia 1973(dts)         | 27 marca 1974(dts)        | 110              |
| 321 | Samuel Richard Christian          | 7 grudnia 1973(dts)         | 11 grudnia 1973(dts)      | 4                |
| 322 | Rudolph Alonza Turner             | 10 stycznia 1974(dts)       | 1 października 1974(dts)  | 264              |
| 323 | Larry Gene Cole                   | 2 kwietnia 1974(dts)        | 3 kwietnia 1974(dts)      | 1                |
| 324 | James Ellsworth Jones             | 16 kwietnia 1974(dts)       | 15 czerwca 1974(dts)      | 60               |
| 325 | Lendell Hunter                    | 27 czerwca 1974(dts)        | 31 lipca 1974(dts)        | 34               |
| 326 | John Edward Copeland, Jr.         | 15 sierpnia 1974(dts)       | 23 lipca 1975(dts)        | 342              |
| 327 | Melvin Dale Walker                | 16 października 1974(dts)   | 9 listopada 1974(dts)     | 24               |
| 328 | Thomas Otis Knight                | 12 grudnia 1974(dts)        | 31 grudnia 1974(dts)      | 19               |
| 329 | Billy Dean Anderson               | 21 stycznia 1975(dts)       | 7 lipca 1979(dts)         | 1628             |
| 330 | Robert Gerald Davis               | 4 kwietnia 1975(dts)        | 5 sierpnia 1977(dts)      | 854              |
| 331 | Richard Dean Holtan               | 18 kwietnia 1975(dts)       | 12 lipca 1975(dts)        | 85               |
| 332 | Richard Bernard Lindhorst, Jr.    | 4 sierpnia 1975(dts)        | 7 sierpnia 1975(dts)      | 3                |
| 333 | William Lewis Herron, Jr.         | 15 sierpnia 1975(dts)       | 30 października 1975(dts) | 76               |
| 334 | James Winston Smallwood           | 29 sierpnia 1975(dts)       | 5 grudnia 1975(dts)       | 98               |
| 335 | Leonard Peltier                   | 22 grudnia 1975(dts)        | 6 lutego 1976(dts)        | 46               |
| 336 | Patrick James Huston              | 3 marca 1976(dts)           | 7 grudnia 1977(dts)       | 644              |
| 337 | Thomas Edward Bethea              | 5 marca 1976(dts)           | 4 maja 1976(dts)          | 60               |
| 338 | Anthony Michael Juliano           | 15 marca 1976(dts)          | 22 marca 1976(dts)        | 7                |
| 339 | Joseph Maurice McDonald           | 1 kwietnia 1976(dts)        | 15 września 1982(dts)     | 2358             |
| 340 | James Ray Renton                  | 7 kwietnia 1976(dts)        | 9 maja 1977(dts)          | 397              |
| 341 | Nathaniel Doyle, Jr.              | 29 kwietnia 1976(dts)       | 15 lipca 1976(dts)        | 77               |
| 342 | Morris Lynn Johnson               | 25 maja 1976(dts)           | 26 czerwca 1976(dts)      | 32               |
| 343 | Richard Joseph Picariello         | 29 lipca 1976(dts)          | 21 października 1976(dts) | 84               |
| 344 | Edward Patrick Gullion, Jr.       | 13 sierpnia 1976(dts)       | 22 października 1976(dts) | 70               |
| 345 | Gerhardt Julius Schwartz          | 18 listopada 1976(dts)      | 22 listopada 1976(dts)    | 4                |
| 346 | Francis John Martin               | 17 grudnia 1976(dts)        | 17 lutego 1977(dts)       | 62               |
| 347 | Benjamin George Pavan             | 12 stycznia 1977(dts)       | 17 lutego 1977(dts)       | 36               |
| 348 | Larry Gene Campbell               | 18 marca 1977(dts)          | 6 września 1977(dts)      | 172              |
| 349 | Roy Ellsworth Smith               | 18 marca 1977(dts)          | 2 czerwca 1977(dts)       | 76               |
| 350 | Raymond Luc Levasseur             | 5 maja 1977(dts)            | 4 listopada 1984(dts)     | 2740             |
| 351 | James Earl Ray                    | 11 czerwca 1977(dts)        | 13 czerwca 1977(dts)      | 2                |
| 352 | Willie Foster Sellers             | 14 czerwca 1977(dts)        | 20 czerwca 1979(dts)      | 736              |
| 353 | Larry Smith                       | 15 lipca 1977(dts)          | 20 sierpnia 1977(dts)     | 36               |
| 354 | Ralph Robert Cozzolino            | 19 października 1977(dts)   | 6 stycznia 1978(dts)      | 79               |
| 355 | Millard Oscar Hubbard             | 19 października 1977(dts)   | 21 października 1977(dts) | 2                |
| 356 | Carlos Alberto Torres             | 19 października 1977(dts)   | 4 kwietnia 1980(dts)      | 898              |
| 357 | Enrique Estrada                   | 5 grudnia 1977(dts)         | 8 grudnia 1977(dts)       | 3                |
| 358 | William David Smith               | 10 lutego 1978(dts)         | 27 października 1978(dts) | 259              |
| 359 | Gary Ronald Warren                | 10 lutego 1978(dts)         | 12 maja 1978(dts)         | 91               |
| 360 | Theodore Robert Bundy             | 10 lutego 1978(dts)         | 15 lutego 1978(dts)       | 5                |
| 361 | Andrew Evan Gipson                | 27 marca 1978(dts)          | 24 maja 1978(dts)         | 58               |
| 362 | Anthony Dominic Liberatore        | 26 maja 1978(dts)           | 1 kwietnia 1979(dts)      | 310              |
| 363 | Michael George Thevis             | 10 lipca 1978(dts)          | 9 listopada 1978(dts)     | 122              |
| 364 | Charles Everett Hughes            | 19 listopada 1978(dts)      | 29 kwietnia 1981(dts)     | 892              |
| 365 | Ronald Lee Lyons                  | 17 grudnia 1978(dts)        | 10 września 1979(dts)     | 267              |
| 366 | Leo Joseph Koury                  | 20 kwietnia 1979(dts)       | 16 czerwca 1991(dts)      | 4440             |
| 367 | John William Sherman              | 3 sierpnia 1979(dts)        | 17 grudnia 1981(dts)      | 867              |
| 368 | Melvin Bay Guyon                  | 10 sierpnia 1979(dts)       | 16 sierpnia 1979(dts)     | 6                |
| 369 | George Alvin Bruton               | 28 września 1979(dts)       | 14 grudnia 1979(dts)      | 77               |
| 370 | Earl Edwin Austin                 | 12 października 1979(dts)   | 1 marca 1980(dts)         | 141              |
| 371 | Vincent James Russo               | 24 grudnia 1979(dts)        | 4 stycznia 1985(dts)      | 1838             |
| 372 | Albert Victory                    | 14 marca 1980(dts)          | 24 lutego 1981(dts)       | 347              |
| 373 | Ronald Turney Williams            | 16 kwietnia 1980(dts)       | 8 czerwca 1981(dts)       | 418              |
| 374 | Daniel Jay Barney                 | 10 marca 1981(dts)          | 19 kwietnia 1981(dts)     | 40               |
| 375 | Donald Eugene Webb                | 4 maja 1981(dts)            | 31 marca 2007(dts)        | 9462             |
| 376 | Gilbert James Everett             | 13 maja 1981(dts)           | 12 sierpnia 1985(dts)     | 1552             |
| 377 | Leslie Nichols                    | 2 lipca 1981(dts)           | 17 grudnia 1981(dts)      | 168              |
| 378 | Thomas William Manning            | 29 stycznia 1982(dts)       | 24 kwietnia 1985(dts)     | 1181             |
| 379 | David Fountain Kimberly, Jr.      | 29 stycznia 1982(dts)       | 8 lipca 1982(dts)         | 160              |
| 380 | Mutulu Shakur                     | 23 lipca 1982(dts)          | 12 lutego 1986(dts)       | 1300             |
| 381 | Charles Edward Watson             | 22 października 1982(dts)   | 25 października 1983(dts) | 368              |
| 382 | Laney Gibson, Jr.                 | 16 listopada 1983(dts)      | 18 grudnia 1983(dts)      | 32               |
| 383 | George Clarence Bridgette         | 10 stycznia 1984(dts)       | 30 stycznia 1984(dts)     | 20               |
| 384 | Samuel Marks Humphrey             | 29 lutego 1984(dts)         | 22 marca 1984(dts)        | 22               |
| 385 | Christopher Bernard Wilder        | 5 kwietnia 1984(dts)        | 13 kwietnia 1984(dts)     | 8                |
| 386 | Victor Manuel Gerena              | 14 maja 1984(dts)           | 15 grudnia 2016(dts)      | 11903            |
| 387 | Wai-Chiu Ng                       | 15 czerwca 1984(dts)        | 4 października 1984(dts)  | 111              |
| 388 | Alton Coleman                     | 11 lipca 1984(dts)          | 20 lipca 1984(dts)        | 9                |
| 389 | Cleveland McKinley Davis          | 24 października 1984(dts)   | 25 stycznia 1985(dts)     | 93               |
| 390 | Carmine John Persico              | 31 stycznia 1985(dts)       | 15 lutego 1985(dts)       | 15               |
| 391 | Lohman Ray Mays, Jr.              | 15 lutego 1985(dts)         | 23 września 1985(dts)     | 220              |
| 392 | Charles Earl Hammond              | 14 marca 1985(dts)          | 4 sierpnia 1986(dts)      | 508              |
| 393 | Michael Frederic Allen Hammond    | 14 marca 1985(dts)          | 4 sierpnia 1986(dts)      | 508              |
| 394 | Robert Henry Nicolaus             | 28 czerwca 1985(dts)        | 20 lipca 1985(dts)        | 22               |
| 395 | David Jay Sterling                | 30 września 1985(dts)       | 13 lutego 1986(dts)       | 136              |
| 396 | Richard Joseph Scutari            | 30 września 1985(dts)       | 19 marca 1986(dts)        | 170              |
| 397 | Joseph William Dougherty          | 6 listopada 1985(dts)       | 19 grudnia 1986(dts)      | 408              |
| 398 | Brian Patrick Malverty            | 28 marca 1986(dts)          | 7 kwietnia 1986(dts)      | 10               |
| 399 | Billy Ray Waldon                  | 16 maja 1986(dts)           | 16 czerwca 1986(dts)      | 31               |
| 400 | Claude Lafayette Dallas, Jr.      | 16 maja 1986(dts)           | 8 marca 1987(dts)         | 296              |
| 401 | Donald Keith Williams             | 18 lipca 1986(dts)          | 20 sierpnia 1986(dts)     | 33               |
| 402 | Terry Lee Conner                  | 8 sierpnia 1986(dts)        | 9 grudnia 1986(dts)       | 123              |
| 403 | Fillmore Raymond Cross, Jr.       | 8 sierpnia 1986(dts)        | 23 grudnia 1986(dts)      | 137              |
| 404 | James Wesley Dyess                | 29 września 1986(dts)       | 16 marca 1988(dts)        | 534              |
| 405 | Danny Michael Weeks               | 29 września 1986(dts)       | 20 marca 1988(dts)        | 538              |
| 406 | Mike Wayne Jackson                | 1 października 1986(dts)    | 2 października 1986(dts)  | 1                |
| 407 | Thomas George Harrelson           | 28 listopada 1986(dts)      | 19 lutego 1987(dts)       | 83               |
| 408 | Robert Alan Litchfield            | 20 stycznia 1987(dts)       | 20 maja 1987(dts)         | 120              |
| 409 | David James Roberts               | 27 kwietnia 1987(dts)       | 11 lutego 1988(dts)       | 290              |
| 410 | Ronald Glyn Triplett              | 27 kwietnia 1987(dts)       | 16 maja 1987(dts)         | 19               |
| 411 | Claude Daniel Marks               | 22 maja 1987(dts)           | 6 grudnia 1994(dts)       | 2755             |
| 412 | Donna Jean Willmott               | 22 maja 1987(dts)           | 6 grudnia 1994(dts)       | 2755             |
| 413 | Darren Dee O’Neall                | 25 czerwca 1987(dts)        | 25 października 1987(dts) | 122              |
| 414 | Louis Ray Beam, Jr.               | 14 lipca 1987(dts)          | 6 listopada 1987(dts)     | 115              |
| 415 | Ted Jeffery Otsuki                | 20 stycznia 1988(dts)       | 4 września 1988(dts)      | 228              |
| 416 | Pedro Luis Estrada                | 15 kwietnia 1988(dts)       | 1 października 1989(dts)  | 534              |
| 417 | John Edward Stevens               | 29 maja 1988(dts)           | 30 listopada 1988(dts)    | 185              |
| 418 | Jack Darrell Farmer               | 29 maja 1988(dts)           | 1 czerwca 1988(dts)       | 3                |
| 419 | Roger Lee Jones                   | 29 maja 1988(dts)           | 4 marca 1989(dts)         | 279              |
| 420 | Terry Lee Johnson                 | 12 czerwca 1988(dts)        | 17 sierpnia 1988(dts)     | 66               |
| 421 | Stanley Faison                    | 27 listopada 1988(dts)      | 24 grudnia 1988(dts)      | 27               |
| 422 | Steven Ray Stout                  | 27 listopada 1988(dts)      | 6 grudnia 1988(dts)       | 9                |
| 423 | Armando Garcia                    | 8 stycznia 1989(dts)        | 18 stycznia 1994(dts)     | 1836             |
| 424 | Melvin Edward Mays                | 7 lutego 1989(dts)          | 9 marca 1995(dts)         | 2221             |
| 425 | Bobby Gene Dennie                 | 24 lutego 1989(dts)         | 28 października 1989(dts) | 246              |
| 426 | Costabile “Gus” Farace            | 17 marca 1989(dts)          | 17 listopada 1989(dts)    | 245              |
| 427 | Arthur Lee Washington, Jr.        | 18 października 1989(dts)   | 27 grudnia 2000(dts)      | 4088             |
| 428 | Lee Nell Carter                   | 19 listopada 1989(dts)      | 20 listopada 1989(dts)    | 1                |
| 429 | Wardell David Ford                | 20 grudnia 1989(dts)        | 17 września 1990(dts)     | 271              |
| 430 | Leslie Isben Rogge                | 24 stycznia 1990(dts)       | 19 maja 1996(dts)         | 2307             |
| 431 | Kenneth Robert Stanton            | 24 października 1990(dts)   | 31 października 1990(dts) | 7                |
| 432 | Patrick Michael Mitchell          | 23 listopada 1990(dts)      | 22 lutego 1994(dts)       | 1187             |
| 433 | Jon Preston Settle                | 9 sierpnia 1991(dts)        | 6 sierpnia 1991(dts)      | -3               |
| 434 | Robert Michael Allen              | 13 września 1991(dts)       | 23 grudnia 1992(dts)      | 467              |
| 435 | Mir Aimal Kansi                   | 9 lutego 1993(dts)          | 17 czerwca 1997(dts)      | 1589             |
| 436 | Ramzi Ahmed Yousef                | 21 kwietnia 1993(dts)       | 7 lutego 1995(dts)        | 657              |
| 437 | Joseph Martin Luther Gardner      | 25 maja 1994(dts)           | 19 października 1994(dts) | 147              |
| 438 | Gary Ray Bowles                   | 19 listopada 1994(dts)      | 22 listopada 1994(dts)    | 3                |
| 439 | Gerald Keith Watkins              | 4 marca 1995(dts)           | 5 maja 1995(dts)          | 62               |
| 440 | Juan Garcia-Abrego                | 9 marca 1995(dts)           | 15 stycznia 1996(dts)     | 312              |
| 441 | Abdel Bassett Ali Al-Megrahi      | 23 marca 1995(dts)          | 5 kwietnia 1999(dts)      | 1474             |
| 442 | Lamen Khalifa Fhimah              | 23 marca 1995(dts)          | 5 kwietnia 1999(dts)      | 1474             |
| 443 | O’Neil Vassell                    | 15 lipca 1995(dts)          | 16 października 1996(dts) | 459              |
| 444 | Rickey Allen Bright               | 15 grudnia 1995(dts)        | 7 stycznia 1996(dts)      | 23               |
| 445 | Agustin Vasquez-Mendoza           | 3 sierpnia 1996(dts)        | 9 lipca 2000(dts)         | 1436             |
| 446 | Thang Thanh Nguyen                | 3 sierpnia 1996(dts)        | 6 stycznia 1998(dts)      | 521              |
| 447 | Glen Stewart Godwin               | 7 grudnia 1996(dts)         | 19 maja 2016(dts)         | 7103             |
| 448 | David Alex Alvarez                | 14 grudnia 1996(dts)        | 20 maja 1997(dts)         | 157              |
| 449 | Andrew Phillip Cunanan            | 12 czerwca 1997(dts)        | 24 lipca 1997(dts)        | 42               |
| 450 | Paul Ragusa                       | 6 września 1997(dts)        | 30 stycznia 1998(dts)     | 146              |
| 451 | Ramon Eduardo Arellano-Felix      | 24 września 1997(dts)       | 25 marca 2002(dts)        | 1643             |
| 452 | Tony Ray Amati                    | 21 lutego 1998(dts)         | 27 lutego 1998(dts)       | 6                |
| 453 | Harry Joseph Bowman               | 14 marca 1998(dts)          | 7 czerwca 1999(dts)       | 450              |
| 454 | Eric Robert Rudolph               | 5 maja 1998(dts)            | 31 maja 2003(dts)         | 1852             |
| 455 | James Charles Kopp                | 7 czerwca 1999(dts)         | 29 marca 2001(dts)        | 661              |
| 456 | Usama Bin Laden                   | 7 czerwca 1999(dts)         | 1 maja 2011(dts)          | 4346             |
| 457 | Rafael Resendez-Ramirez           | 21 czerwca 1999(dts)        | 13 lipca 1999(dts)        | 22               |
| 458 | James J. Bulger                   | 19 sierpnia 1999(dts)       | 22 czerwca 2011(dts)      | 4325             |
| 459 | Jesse James Caston                | 19 sierpnia 2000(dts)       | 20 grudnia 2000(dts)      | 123              |
| 460 | Eric Franklin Rosser              | 27 grudnia 2000(dts)        | 21 sierpnia 2001(dts)     | 237              |
| 461 | Aurlieas Dame McClarty            | 24 lutego 2001(dts)         | 14 lutego 2001(dts)       | -10              |
| 462 | Hopeton Eric Brown                | 17 marca 2001(dts)          | 23 marca 2004(dts)        | 1102             |
| 463 | Maghfoor Mansoor                  | 23 maja 2001(dts)           | 11 maja 2001(dts)         | -12              |
| 464 | Francis William Murphy            | 6 czerwca 2001(dts)         | 20 maja 2001(dts)         | -17              |
| 465 | Dwight Bowen                      | 30 sierpnia 2001(dts)       | 22 sierpnia 2001(dts)     | -8               |
| 466 | Nikolay Soltys                    | 23 sierpnia 2001(dts)       | 30 sierpnia 2001(dts)     | 7                |
| 467 | Clayton Lee Waagner               | 21 września 2001(dts)       | 5 grudnia 2001(dts)       | 75               |
| 468 | Felix Summers                     | 30 października 2001(dts)   | 13 grudnia 2001(dts)      | 44               |
| 469 | Christian Michael Longo           | 11 stycznia 2002(dts)       | 13 stycznia 2002(dts)     | 2                |
| 470 | Michael Scott Bliss               | 31 stycznia 2002(dts)       | 23 kwietnia 2002(dts)     | 82               |
| 471 | James Spencer Springette          | 25 kwietnia 2002(dts)       | 5 listopada 2002(dts)     | 194              |
| 472 | Ruben Hernandez Martinez          | 1 maja 2002(dts)            | 2 maja 2002(dts)          | 1                |
| 473 | Timmy John Weber                  | 7 maja 2002(dts)            | 28 kwietnia 2002(dts)     | -9               |
| 474 | Richard Steve Goldberg            | 14 czerwca 2002(dts)        | 12 maja 2007(dts)         | 1793             |
| 475 | Robert William Fisher             | 29 czerwca 2002(dts)        | 3 listopada 2021(dts)     | 7067             |
| 476 | Michael Alfonso                   | 23 stycznia 2003(dts)       | 16 lipca 2004(dts)        | 540              |
| 477 | Genero Espinosa Dorantes          | 14 sierpnia 2003(dts)       | 25 lutego 2006(dts)       | 926              |
| 478 | Diego Leon Montoya Sanchez        | 6 maja 2004(dts)            | 10 września 2007(dts)     | 1222             |
| 479 | Chaunson Lavel McKibbins          | 9 listopada 2004(dts)       | 29 października 2004(dts) | -11              |
| 480 | Jorge Alberto Lopez-Orozco        | 17 marca 2005(dts)          | 7 października 2009(dts)  | 1665             |
| 481 | Michael Paul Astorga              | 1 kwietnia 2006(dts)        | 3 kwietnia 2006(dts)      | 2                |
| 482 | Warren Steed Jeffs                | 6 maja 2006(dts)            | 28 sierpnia 2006(dts)     | 114              |
| 483 | Ralph B. Phillips                 | 7 września 2006(dts)        | 8 września 2006(dts)      | 1                |
| 484 | John W. Parsons                   | 30 września 2006(dts)       | 19 października 2006(dts) | 19               |
| 485 | Emigdio Preciado Jr.              | 14 marca 2007(dts)          | 17 lipca 2009(dts)        | 856              |
| 486 | Shauntay L. Henderson             | 31 marca 2007(dts)          | 31 marca 2007(dts)        | 0                |
| 487 | Alexis Flores                     | 2 czerwca 2007(dts)         | poszukiwany               | 6499             |
| 488 | Jon Savarino Schillaci            | 7 września 2007(dts)        | 5 czerwca 2008(dts)       | 272              |
| 489 | Jason Derek Brown                 | 8 grudnia 2007(dts)         | 7 września 2022(dts)      | 5387             |
| 490 | Michael Jason Registe             | 26 lipca 2008(dts)          | 27 sierpnia 2008(dts)     | 32               |
| 491 | Edward Eugene Harper              | 29 listopada 2008(dts)      | 23 lipca 2009(dts)        | 236              |
| 492 | Joe Luis Saenz                    | 19 października 2009(dts)   | 22 listopada 2012(dts)    | 1130             |
| 493 | Eduardo Ravelo                    | 20 października 2009(dts)   | 26 czerwca 2018(dts)      | 3171             |
| 494 | Siemion Mogilewicz                | 21 października 2009(dts)   | 17 grudnia 2015(dts)      | 2248             |
| 495 | Eric Justin Toth                  | 10 kwietnia 2012(dts)       | 20 kwietnia 2013(dts)     | 375              |
| 496 | Adam Christopher Mayes            | 9 maja 2012(dts)            | 10 maja 2012(dts)         | 1                |
| 497 | Fidel Urbina                      | 5 czerwca 2012(dts)         | 22 września 2016(dts)     | 1570             |
| 498 | Edwin Ernesto Rivera Gracias      | 14 marca 2013(dts)          | 27 marca 2013(dts)        | 13               |
| 499 | Jose Manuel Garcia Guevara        | 17 czerwca 2013(dts)        | 29 kwietnia 2014(dts)     | 316              |
| 500 | Walter Lee Williams               | 17 czerwca 2013(dts)        | 18 czerwca 2013(dts)      | 1                |
| 501 | Juan Elias Garcia                 | 26 marca 2014(dts)          | 27 marca 2014(dts)        | 1                |
| 502 | William Bradford Bishop, Jr.      | 10 kwietnia 2014(dts)       | 27 czerwca 2018(dts)      | 1539             |
| 503 | Eric Matthew Frein                | 18 września 2014(dts)       | 30 października 2014(dts) | 42               |
| 504 | Yaser Abdel Said                  | 4 grudnia 2014(dts)         | 26 sierpnia 2020(dts)     | 2092             |
| 505 | Myloh Jaqory Mason                | 17 grudnia 2015(dts)        | 16 stycznia 2016(dts)     | 30               |
| 506 | Brenda Delgado                    | 6 kwietnia 2016(dts)        | 8 kwietnia 2016(dts)      | 2                |
| 507 | Luis Macedo                       | 19 maja 2016(dts)           | 26 sierpnia 2017(dts)     | 464              |
| 508 | Philip Patrick Policarpio         | 19 maja 2016(dts)           | 29 maja 2016(dts)         | 10               |
| 509 | Shanika S. Minor                  | 28 czerwca 2016(dts)        | 1 lipca 2016(dts)         | 3                |
| 510 | Marlon Jones                      | 1 grudnia 2016(dts)         | 2 grudnia 2016(dts)       | 1                |
| 511 | Robert Francis Van Wisse          | 13 grudnia 2016(dts)        | 26 stycznia 2017(dts)     | 44               |
| 512 | Terry A.D. Strickland             | 15 grudnia 2016(dts)        | 15 stycznia 2017(dts)     | 31               |
| 513 | Walter Yovany Gomez               | 12 kwietnia 2017(dts)       | 11 sierpnia 2017(dts)     | 121              |
| 514 | Bhadreshkumar Chetanbhai Patel    | 18 kwietnia 2017(dts)       | poszukiwany               | 2891             |
| 515 | Santiago Villalba Mederos         | 25 września 2017(dts)       | 6 maja 2020(dts)          | 1777             |
| 516 | Alejandro Castillo                | 24 października 2017(dts)   | poszukiwany               | 2702             |
| 517 | Jesus Roberto Munguia             | 13 listopada 2017(dts)      | 15 lutego 2018(dts)       | 94               |
| 518 | Rafael Caro-Quintero              | 12 kwietnia 2018(dts)       | 15 lipca 2022(dts)        | 1555             |
| 519 | Antwan Tamon Mims                 | 27 czerwca 2018(dts)        | 31 lipca 2018(dts)        | 34               |
| 520 | Greg Alyn Carlson                 | 27 września 2018(dts)       | 13 lutego 2019(dts)       | 139              |
| 521 | Lamont Stephenson                 | 11 października 2018(dts)   | 7 marca 2019(dts)         | 147              |
| 522 | Arnoldo Jimenez                   | 8 maja 2019(dts)            | poszukiwany               | 2141             |
| 523 | Eugene Palmer                     | 29 maja 2019(dts)           | 20 lipca 2022(dts)        | 1148             |
| 524 | Jose Rodolfo Villarreal-Hernandez | 13 października 2020(dts)   | 1 lipca 2023(dts)         | 991              |
| 525 | Octaviano Juarez-Corro            | 8 września 2021(dts)        | 3 lutego 2022(dts)        | 148              |
| 526 | Yulan Adonay Archaga Carias       | 3 listopada 2021(dts)       | poszukiwany               | 1231             |
| 527 | Ruża Ignatowa                     | 30 czerwca 2022(dts)        | poszukiwany               | 1000             |
| 528 | Omar Alexander Cardenas           | 20 lipca 2022(dts)          | poszukiwany               | 972              |
| 529 | Michael James Pratt               | 7 września 2022(dts)        | 21 grudnia 2022(dts)      | 105              |
| 530 | Wilver Villegas-Palomino          | 14 kwietnia 2023(dts)       | poszukiwany               | 704              |
| 531 | Donald Eugene Fields II           | 25 maja 2023(dts)           | poszukiwany               | 663              |
| 532 | Vitel'Homme Innocent              | 15 listopada 2023(dts)      | poszukiwany               | 489              |